# Ferdinand Oyono
Ferdinand Léopold Oyono (ur. 14 września 1929 r. niedaleko Ebolowy, zm. 10 czerwca 2010 r. w Yaoundé) – kameruński powieściopisarz i urzędnik państwowy. Pisarstwem zajmował się tylko krótko jako młody człowiek (1956–60), jednak te 3 utwory o antykolonialnej wymowie stały się klasykami 20-wiecznej literatury afrykańskiej. Zwłaszcza istotna jest pierwsza powieść Une vie de boy (1956), napisana w formie dziennika, krytykująca moralność Francuzów.

## Zarys biografii
Urodził się niedaleko Ebolowy na samym południu Kamerunu. Szkołę średnią ukończył w Yaoundé, potem studiował w Paryżu. W latach 60. Oyono rozpoczął długą karierę dyplomaty i ministra w rządach Kamerunu. W latach 1965–74 i 1982–85 był ambasadorem w wielu krajach, głównie europejskich. Stał się jednym z głównych współpracowników prezydenta Paula Biyi i doszedł do stanowisk ministra spraw zagranicznych (1992–97) i ministra stanu ds. kultury (1997–2007).
Zmarł nagle po zasłabnięciu w pałacu prezydenckim, podczas wizyty sekretarza generalnego ONZ Ban Ki-moona.

## Powieści
- Une vie de boy (1956)
- Stary Murzyn i medal (1956), polski przekład w antologii 16 opowiadań afrykańskich
- Chemin d'Europe (1960)